# Ministère de la Sécurité d'État (Corée du Nord)
Le ministère de la Sécurité de l’État ou département de la Sécurité de l’État ou ministère de la Sécurité publique, dit « Bowibu », est l'agence de police secrète de la Corée du Nord. Il s'agit d'une agence autonome du gouvernement nord-coréen relevant directement du guide suprême,.
Il est chargé du contre-espionnage (dont les crimes contre l’État) et s’occupe de la gestion des camps de prisonniers politiques.
Outre ses fonctions de sécurité intérieure, il participe à l'exploitation des camps de concentration de Corée du Nord et à diverses autres activités cachées. Il est réputé être l'une des forces de police les plus brutales au monde et a été impliqué dans de nombreuses violations des droits de l'homme.
C'est l'une des deux agences qui assure la sécurité ou la protection des officiels nord-coréens et des VIP, aux côtés du Commandement de la garde suprême,.

## Histoire
Le ministère de la Sécurité d'État a été créé en 1973, reprenant les fonctions de l'ancien ministère de la Sécurité publique,. La structure a été créée sur la base du KGB soviétique.
Certains transfuges et sources ont suggéré que, contrairement à ses homologues du Bloc de l'Est, les fonctions de sécurité de l'État sont en fait exercées par plusieurs organes de sécurité plus importants et différents qui opèrent sous le Parti des travailleurs de Corée (PTC) ou l'Armée populaire de Corée (APC), chacune avec ses propres responsabilités et noms classifiés qui sont référencés par un code (par exemple : la Division 39), et que l'agence n'est rien de plus qu'une coquille creuse utilisée par l'élite pour coordonner ses activités et les couvrir.
Le poste de chef du département de la Sécurité a été laissé vacant après la mort du ministre Ri Chun Su en 1987, bien qu'il ait été contrôlé de facto, sinon de jure, par Kim Jong-il et le département Organisation et Orientation du PTC qu'il dirigeait. 
Une fronde de hauts responsables de la sécurité serait apparue en 1998 ; elle aurait été arrêtée par l’armée.
En 1998, le ministère a migré sous l'égide de la Commission de défense nationale, également présidée par Kim Jong Il. Enfin, en 2007, il a été transféré au sein du département de l'Administration du PTC, dont le premier vice-directeur est devenu responsable du travail quotidien du ministère, mais il a continué d'avoir des obligations envers le département de l'Organisation et de l'Orientation.
En novembre 2011, il a été signalé que le général U Tong Chuk avait été nommé ministre permanent de la Sécurité d'État, le premier du genre depuis 1987, occupant un poste laissé inoccupé pendant 24 ans. Cela coïncidait presque avec la nomination du général Ri Myong Su au poste de ministre de la Sécurité populaire. D'autres sources ont également affirmé que Kim Jong-un travaillait au département de la Sécurité d'État avant et/ou après sa nomination en tant qu'héritier de Kim Jong Il en septembre 2010
. Kim Won-hong (en) a été nommé ministre en avril 2012, le poste ayant été rétabli après la mort de Kim Jong Il. Il a été l'assistant de Kim Jong Un jusqu'en février 2017, date à laquelle il aurait été licencié pour avoir déposé de faux rapports auprès de Kim Jong Un et mal conduit un assistant de Kim Jong Un. Il a été officiellement remplacé en octobre 2017 lors d'un plénum du comité central du PTC par Jong Kyong Thaek. Ainsi, Tae Ha est le vice-ministre, tandis que Kim Chang Sop est le chef du département politique du ministère.

## Fonctions
Le ministère est chargé d'enquêter sur les crimes politiques et économiques en Corée du Nord, en particulier pour les premiers sur les crimes contre la famille Kim. Il est également chargé de mener des fonctions de protection VIP pour les diplomates nord-coréens et les employés qui travaillent dans diverses ambassades, consulats nord-coréens et autres missions étrangères à l'étranger.
Le ministère est connu pour établir des liens avec divers ministères et organismes gouvernementaux pour les aider dans leurs différentes missions.